# Kosten eines Gerichtsverfahrens in Deutschland
Die Kosten eines Gerichtsverfahrens in Deutschland („Prozesskosten“) setzen sich aus Gerichtskosten, Rechtsanwaltsgebühren im Gerichtsverfahren und vorgerichtlichen Kosten, teilweise missverständlich als „außergerichtliche“ Kosten bezeichnet, zusammen.
Regelungen über die Prozesskosten finden sich in den §§ 91–107 der Zivilprozessordnung (ZPO) und in weiteren, dem Kostenrecht zuzuordnenden Gesetzen.
Im deutschen Kostenrecht gilt nach § 91 ZPO grundsätzlich das Unterliegensprinzip: Die (gesamten) sowohl vor als auch im gerichtlichen Verfahren entstandenen Kosten eines Rechtsstreits hat derjenige zu tragen, der unterliegt. Entsprechend muss die unterliegende Partei der anderen Partei ihre notwendig-gewordenen Kosten erstatten und erhält selbst keine Erstattung für ihre eigenen Kosten. Bei anteiligem Obsiegen werden die Kosten nach der entsprechenden Unterliegensquote verteilt.

## Vorgerichtliche Kosten
Einem Gerichtsverfahren geht in aller Regel einer Auseinandersetzung der Parteien mithilfe von Rechtsanwälten auf einer oder beiden Seiten voran, in deren Rahmen die Rechtsanwälte eine entsprechende Vergütung verlangen. Lässt sich die Streitigkeit nicht ohne Inanspruchnahme des zuständigen Gerichts beilegen und kommt es somit zur Einleitung eines Gerichtsverfahrens, wird in diesem Verfahren typischerweise auch über die Pflicht zur Erstattung der jeweiligen Rechtsanwaltsgebühren gestritten, die zeitlich schon vor Inanspruchnahme des Gerichts angefallen sind.

### Erstattungsanspruch
Nach deutschem Recht hat eine Partei Anspruch auf Erstattung der Kosten, die für die notwendige Rechtsverfolgung entstehen. Notwendig entstanden sind die Kosten eines Rechtsanwalts, wenn die Partei zuvor eigenständig versucht hat, einen tatsächlich bestehenden Anspruch durchzusetzen und hiermit gescheitert ist, weil die andere Partei die Erfüllung ausdrücklich verweigert, oder auf entsprechende Schreiben nicht reagiert. Notwendige Kosten der Rechtsverfolgung sind dabei in jedem Fall nur die gesetzlichen Gebühren nach Anlage 1 zum Rechtsanwaltsvergütungsgesetz (RVG). Darüber hinaus gehende Gebühren, die eine Person auf Basis einer Vergütungsvereinbarung an ihren Rechtsanwalt entrichtet hat, sind von der anderen Partei daher in keinem Fall zu ersetzen.

### Gesetzliche Gebühren nach Anlage 1 zum RVG
Die Mindest-Rechtsanwaltsgebühren sind in Anlage 1 zum RVG als gesetzliche Vergütung festgelegt. Sie orientieren sich am Gegenstandswert und steigen bei steigendem Gegenstandswert degressiv an. Jedem Gegenstandswert wird eine 1,0-Gebühr zugeordnet, die als Berechnungsgrundlage für die Rechtsanwaltsgebühren verwendet wird. In der Anlage sind bestimmte Verfahrensschritte aufgelistet, die einen Gebühren-Faktor auslösen. Der Gebührenfaktor wird mit der 1,0-Gebühr multipliziert, um die Kosten für den Verfahrensschritt zu ermitteln. Wie viel Zeitaufwand ein Rechtsanwalt für den jeweiligen Verfahrensschritt tatsächlich aufwendet, spielt für die Gebührenhöhe keine Rolle, weshalb es für die Rentabilität eines Mandats für einen Rechtsanwalt maßgeblich auf das Verhältnis des Bearbeitungsaufwands zum Streitwert ankommt.
| Verfahrensschritt                                                   | Gebühren                      |
| ------------------------------------------------------------------- | ----------------------------- |
| Grundsätzliche Bearbeitung des Mandats („Geschäftsgebühr“)          | 1,3 Gebührenfaktor = 174,85 € |
| Erzielung einer Einigung mit der anderen Partei („Einigungsgebühr“) | 1,5 Gebührenfaktor = 201,75 € |
| Auslagen beispielsweise für Briefporto („Auslagenpauschale“)        | Pauschale = 20,00 €           |
| Zwischensumme                                                       | 396,60 €                      |
| Umsatzsteuer in Höhe von 19 %                                       | 75,35 €                       |
| Gesamtsumme                                                         | 471,95 €                      |

Ungeachtet der Berechnungsmethode nach Anlage 1 RVG steht es Rechtsanwälten frei, mit ihren Mandanten Honorarvereinbarungen, beispielsweise auf Basis tatsächlich angefallener Arbeitszeit abzuschließen (siehe § 3a RVG). Es ist Rechtsanwälten jedoch untersagt, auf Basis einer solchen Vereinbarung eine geringere als die gesetzliche Vergütung zu akzeptieren, wenn das Verfahren nicht ohne Inanspruchnahme eines Gerichts beendet werden kann (siehe § 4 RVG).

### Gerichtliche Entscheidung über die Kostenerstattung
Bei dem Erstattungsanspruch hinsichtlich der vorgerichtlichen Kosten gegen die unterliegende Partei handelt es sich um einen materiellen Schadensersatzanspruch, den die klagende Partei explizit geltend machen muss. Eine gerichtliche Entscheidung über die Kostenerstattung hinsichtlich der vorgerichtlichen Kosten erfolgt daher nicht von Amts wegen, sondern nur auf den expliziten Antrag der klagenden Partei. Die vorgerichtlichen Kosten sind daher nicht Teil der Kostenentscheidung des Gerichts nach der Zivilprozessordnung und dem FamFG.

## Rechtsanwaltskosten im Gerichtsverfahren
Kommt es zur Einleitung eines Gerichtsverfahrens entstehen beiden Parteien primär Kosten für die rechtsanwaltliche Vertretung im Prozess. Anders als die vorgerichtlichen Rechtsanwaltsgebühren sind die Rechtsanwaltsgebühren für die Vertretung im gerichtlichen Verfahren Teil der Kostenentscheidung des Gerichts und müssen daher nicht explizit im gerichtlichen Verfahren geltend gemacht werden.
Im Übrigen gelten die obigen Ausführungen zu den vorgerichtlichen Kosten entsprechend, wobei zu beachten ist, dass nach Anlage 1 zum RVG eine Anrechnung stattfindet: Der Rechtsanwalt erhält für die Vertretung im gerichtlichen Verfahren zusätzlich zu den bereits angefallenen vorgerichtlichen Gebühren eine (Grund-)Verfahrensgebühr, die sich nach derselben Berechnungsmethode wie die Geschäftsgebühr am Streitwert bemisst. Ein Teil der bereits vorgerichtlich an den Rechtsanwalt gezahlten Gebühren wird nach Teil 3 Vorbemerkung 3 Abs. 4 der Anlage 1 zum RVG jedoch zur Hälfte auf die für das gerichtliche Verfahren anfallenden Kosten verrechnet, sodass sich die Verfahrensgebühr entsprechend verringert.
| Verfahrensschritt                                            | Gebühren                          |
| ------------------------------------------------------------ | --------------------------------- |
| Grundsätzliche Bearbeitung des Mandats („Geschäftsgebühr“)   | 1,3 Gebührenfaktor = 174,85 €     |
| Auslagen beispielsweise für Briefporto („Auslagenpauschale“) | Pauschale = 20,00 €               |
| Einleitung gerichtliches Verfahren („Verfahrensgebühr“)      | 1,3 Gebührenfaktor = 174,85 €     |
| Anrechnung hälftige Geschäftsgebühr auf Verfahrensgebühr     | - 0,65 Gebührenfaktor = - 87,43 € |
| Wahrnehmung eines Gerichtstermins („Terminsgebühr“)          | 1,2 Gebührenfaktor = 161,40 €     |
| Zwischensumme                                                | 396,60 €                          |
| Umsatzsteuer in Höhe von 19 %                                | 84,30 €                           |
| Gesamtsumme                                                  | 527,97 €                          |

Zu beachten ist, dass diese Gebühren regelmäßig auf beiden Seiten entstehen und auch ohne weitere als notwendige Rechtsverfolgungskosten nach § 91 ZPO erstattungsfähig sind, sodass nach dem dort geregelten Unterliegensprinzip eine Partei die eigenen Rechtsanwaltskosten tragen und zudem die Rechtsanwaltskosten der Gegenseite erstatten muss, wenn sie nach der gerichtlichen Entscheidung vollständig unterliegt.

## Gerichtskosten
Der Begriff der Gerichtskosten bezeichnet die Kosten, die für das Tätigwerden des Gerichts zu entrichten sind. Darin enthalten sind einerseits die Basis-Gerichtskosten nach dem Gerichtskostengesetz (GKG), dem Gesetzes über Gerichtskosten in Familiensachen (FamGKG) und dem Gerichts- und Notarkostengesetz (GNotKG), die sich nach dem Streitwert des Verfahrens richten und in Form eines Vorschusses im Voraus zu leisten sind: Im Rahmen der Klageerhebung fordert das Gericht nach Eingang der Klageschrift (Anhängigkeit) den Kostenvorschuss an. Wird dieser nicht eingezahlt, wird die Klage nicht an die gegnerische Partei zugestellt, sodass das Verfahren nicht rechtshängig wird und von dem Gericht nicht weiter bearbeitet wird. Ebenfalls zu den Gerichtskosten zählen Auslagen für einzuholende Sachverständigengutachten und etwaige Zeugenentschädigungen bei der Anhörung von Zeugen. Wird im Laufe des Gerichtsverfahrens eine solche Maßnahme in Form einer Beweiserhebung notwendig, verlangt das Gericht auch hierfür einen Vorschuss.

## Kostengrundentscheidung und Kostenfestsetzungsverfahren
Das Gericht trifft am Ende eines Gerichtsverfahrens in seiner abschließenden Entscheidung die sogenannte Kostengrundentscheidung, auch Kostenentscheidung. Hierdurch wird festgehalten, wer die Kosten des Gerichtsverfahrens zu welchem Anteil grundsätzlich zu tragen hat.
Nach § 91 Abs. 1 Satz 1 ZPO gilt dafür das Unterliegensprinzip; jede Partei hat die Gerichtskosten und die Rechtsanwaltskosten im Gerichtsverfahren zu dem Anteil zu tragen, zu welchem sie insgesamt im Prozess unterliegt. Unterliegen die Parteien jeweils anteilig, beispielsweise weil um mehrere Ansprüche gestritten wird und das Gericht einer Partei nur einzelne Ansprüche zuspricht, sind die entstandenen Kosten wechselseitig nach der jeweiligen Unterliegensquote zu erstatten. So erhält ein Kläger, welcher mit 70 % seiner Forderung obsiegt und mit 30 % unterliegt, 70 % seiner eigenen Kosten erstattet, muss der anderen Partei aber 30 % ihrer Kosten erstatten und auch 30 % der Gerichtskosten tragen. Sind an dem Prozess mehrere Parteien auf einer oder beiden Seiten beteiligt, wird zur Ermittlung der anteiligen Kostentragungspflicht die Baumbachsche Formel angewendet.
Auf Grundlage der Kostengrundentscheidung können alle an dem Prozess beteiligten Parteien nach §§ 103, 104 ZPO einen Kostenfestsetzungsbeschluss beantragen und damit das Kostenfestsetzungsverfahren einleiten. Das Gericht fordert daraufhin durch einen Rechtspfleger alle Parteien auf, die ihr entstandenen Kosten aufzulisten und entscheidet im Anschluss darüber, ob die einzelnen Kosten erstattungsfähig sind. Ist das (teilweise) nicht der Fall, zum Beispiel im Hinblick auf über die gesetzlichen Gebühren hinaus gehende Rechtsanwaltskosten, berücksichtigt der Rechtspfleger die Kosten insoweit nicht. Er listet anschließend die erstattungsfähigen Kosten aller Parteien und die Gerichtskosten auf, errechnet anhand der in der Kostengrundentscheidung festgesetzten Quote exakt, welche Kosten die Parteien einander zu erstatten haben und legt dies in dem Kostenfestsetzungsbeschluss nieder. Die Beantragung des Beschlusses ist fakultativ, die Parteien können die angefallenen Kosten auch eigenständig nach Maßgabe der Kostengrundentscheidung gegenüber der jeweils anderen Partei ausgleichen. Da der Kostenfestsetzungsbeschluss jedoch ein vollstreckbarer Titel ist, wird in der Praxis in aller Regel von der obsiegenden Partei ein Kostenfestsetzungsbeschluss beantragt, um die Kostenforderungen notfalls mit Zwangsvollstreckungsmaßnahmen durchzusetzen.

## Besondere Regelungen für einzelne Gerichtsbarkeiten
- Kosten eines Arbeitsgerichtsverfahrens in Deutschland